# Ел Кала
Ел Кала е национален парк в Алжир, разположен в крайната североизточна част на страната. Площта на парка е 800 км². На територията му има няколко езера. Създаден през 1983 и обявен за биосферен резерват от ЮНЕСКО през 1990, паркът представлява уникална екосистема в средиземноморския басейн. Паркът бе поставен в опасност поради създаването на шосе, което застрашава редките растения и животни, но беше предложено шосето да мине по на юг, за да не застраши уникалната му природа.